# دوري اسطنبول لكرة القدم 1958–59
دوري اسطنبول لكرة القدم 1958–59 (بالتركية: 1958-59 İstanbul Profesyonel Ligi)‏ هو موسم من دوري اسطنبول لكرة القدم ‏. فاز فيه نادي فنربخشة.